# 横田基地中ソスパイ事件
横田基地中ソスパイ事件（よこたきち ちゅうソ スパイじけん）とは、ソビエト連邦および中華人民共和国によるスパイ事件。在日ソ連大使館員からの工作を受けた中国人の男と、中国公司関係者から工作を受けた親中団体（「中国政経懇談会」）の幹部が、在日米軍横田基地の従業員や軍事評論家らとともに、約8年間にわたり、アメリカ合衆国空軍の戦闘機や輸送機のテクニカル・オーダー（技術指示書）など、在日アメリカ空軍の資料を盗み、多額の報酬を得てソビエト連邦と中華人民共和国に売り渡していた諜報事件である。「中国政経懇談会」幹部は、中国人の男からテクニカル・オーダーを購入する話を持ちかけられ、訪中の際に中国公司関係者にテクニカル・オーダーの一覧を渡し、1980年（昭和55年）頃からは訪中のたびに中国人の男から買い取ったテクニカル・オーダーを中国側に売却していた。1987年（昭和62年）5月19日、警視庁検挙。

## 概要
この事件は、ソ連の情報機関員とみられる在日ソ連大使館一等書記官 Y・A・エフィモフ、およびI・A・ソコロフ、同大使館三等書記官のV・V・アクシューチン、在日ソ連通商代表部員のV・B・アクショーノフが中国人情報ブローカーAに働きかけ、一方、中国公司関係者から働きかけを受けた中国政経懇談会事務局長で対中国貿易商社社長でもある日本人Bが、在日アメリカ空軍横田基地技術図書室従業員のC、日本の軍事評論家のDとともに在日アメリカ空軍軍事資料の窃盗グループを形成し、約8年間にわたって主として米空軍戦闘機および輸送機のテクニカル・オーダーを多額の報酬の見返りにソ連・中国に売却していた諜報事件である。
中国人ブローカーAは、1979年（昭和54年）5月頃、日ソ図書神田店でエフィモフと後任のソコロフより働きかけを受け、1984年（昭和59年）、アクショーノフからも働きかけを受けて米空軍のテクニカル・オーダー入手を求められ、横田基地職員のCが持ち出したテクニカル・オーダーを軍事評論家Dを通じて購入し、ソビエト連邦に売却していた。
一方、親中団体幹部Bは、Aからテクニカル・オーダー購入の話を持ちかけられ、中国訪問の際、そのリストを手交して1980年頃から訪中のたびに当該公司関係者から注文を受け、Aより購入したテクニカル・オーダーを中国に売却して利益を得ていた。この事件では、Aの自宅から諜報通信受信用タイムテーブルが発見された。また、ソ連側がAと緊急連絡をとる場合、選挙ポスターの公営掲示板に黄色の画鋲を打ったり、歩道橋に白色のチョークでラインを描くなどの手法が用いられていたこと、樹木の空洞部分（ウロ部分）が埋設連絡場所に指定されていたことなどが、捜査の結果、明らかとなった。
1987年5月19日、警視庁公安部は東京都武蔵野市・三鷹市にまたがる井の頭恩賜公園においてアクショーノフ（当時35歳）と密会していた中国人Aを逮捕するとともに、親中団体幹部B、横田基地職員C、軍事評論家Dを逮捕した。アクショーノフに対しては、贓物罪容疑で逮捕状を得て出頭を要請したが、彼は急遽帰国した。当時、一時帰国中だったソコロフ（当時47歳）に対しては、外務省を通じて出頭を要請したが、日本へは戻らずそのままソ連にのこった。アクシューチン（当時32歳）に対しても外務省を通じて出頭要請を行ったが、アクシューチンはソ連に帰国した。
1988年（昭和63年）3月22日、東京地方裁判所が親中団体幹部Bを贓物故買で懲役1年6月、執行猶予3年、罰金20万円、横田基地職員Cに対しては窃盗罪で懲役2年、執行猶予4年の判決を下した。1988年12月26日には、東京高等裁判所が、中国人ブローカーAに対し、贓物故買で懲役2年6月、罰金100万円、軍事評論家Dに対し、窃盗罪で懲役2年6月の判決を下した。